# نيكولاي هانسون
نيكولاي هانسون (بالنرويجية: Nicolai Hanson)‏ هو مستكشف نرويجي، ولد في 24 أغسطس 1870 في كريستيانسوند في النرويج، وتوفي في 14 أكتوبر 1899 في كيب أدار.